# Піцундська і Сухумо-Абхазька єпархія
Піцундська і Сухумо-Абхазька єпархія (груз. ბიჭვინთისა და ცხუმ აფხაზეთის ეპარქია) — єпархія Грузинської Православної Церкви. З 1993 року через Російську агресію в Абхазії єпархія фактично вийшла з-під контролю Грузинської Православної Церкви і була анексована РПЦ. У 2009 році на позачергових зборах духовенства Абхазії були прийняті рішення про припинення діяльності Сухумо-Абхазької Єпархії Грузинської Православної Церкви на території Республіки Абхазія і створення Піцундської і Сухумі Єпархії Абхазької Православної Церкви»).
21 грудня 2010 року рішенням Священного Синоду Грузинської православної церкви Сухумо-Абхазька єпархія, яку Патріархія Грузії продовжує рахувати у своїй юрисдикції, була передана під безпосереднє управління патріарха, якому з цього дня засвоєний титул — Католикос-Патріарх всієї Грузії, архієпископ Мцхета-Тбілісі і митрополит Цхум-Абхазії і Піцунди. Московський Патріархат в офіційному листуванні поки утримується від вживання повного титулу грузинського Патріарха, вважаючи за краще вживати старий.

## Історія
Перша церковно-канонічна одиниця на території Абхазії виникла в IV столітті — Парикия Питиунта, очолювана єпископом. Першим відомим її єпископом був учасником І Вселенського Собору в Нікеї (325) єпископ Стратофіл.
15 квітня 1851 року Абхазька єпархія була відновлена у складі Грузинського Екзархату Російської православної церкви. Місцеперебування єпископа було призначено в Піцундській фортеці при стародавньому Юстиніановому соборі. У тому ж році вперше після тривалої перерви було скоєно богослужіння на абхазькій мові.
З 1869 року кафедра була вікаріатства Імеретинській єпархії.
У 12 червня 1885 року відбулася реорганізація Абхазької єпархії. З цього часу вона отримує найменування «Сухумської». До її складу увійшла частина території розформованої Кавказької єпархії, після чого територія Сухумській єпархії включала в себе населені пункти від річки Інгурі до Анапи.
Після проголошення автокефалії Грузинської Церкви у 1917 році на Загальноцерковному соборі в її структурі було створено Абхазька єпархія, предстоятель якої носив титул Цхум-Бедійский.

## Див-. також
- Православ'я в Абхазії
- Абхазький католікосат
- Абхазька православна церква